# Livio Pavanelli
Livio Cesare Pavanelli (* 7. September 1881 in Copparo; † 29. April 1958 in Rom) war ein italienischer Schauspieler, Filmproduzent und Filmregisseur mit kurzer aber intensiver schauspielerischer Tätigkeit beim späten deutschen Stummfilm.

## Leben
Pavanelli wurde in eine Familie von wohlhabenden Bauern und Krämern hineingeboren. Sein Vater Andrea war in jungen Jahren einer der Führer der Garibaldi-Bewegung gewesen und diente als Comandante der Nationalgarde. Livio zog bereits in jungen Jahren nach Bologna, wo er eine Fachschule besuchte.
Seine Schauspielkarriere startete er 1898 im Ensemble von Ermete Novelli. 1902 trat er mit einer Dialekt-Theatertruppe von Emilio Zago auf und ging zu Beginn des neuen Jahrhunderts neun Jahre lang auf Theatertournee als Partner der legendären Kollegin Eleonora Duse. Gastspiele führte die Truppe in eine große Anzahl europäischer Hauptstädte. 1912 gründete Pavanelli seine eigene Theaterkompagnie, die jedoch nur zwei Jahre Bestand haben sollte.
Kurz vor Ausbruch des Ersten Weltkriegs begann Pavanelli regelmäßig zu filmen. Von Anbeginn wurde er auf heroische und chevalereske Typen festgelegt, die er auch im deutschen Film, zu dem er 1924 geholt wurde, verkörperte. Oft wurde er als Partner von weiblichen Stars wie Ossi Oswalda, Liane Haid und Jenny Jugo eingesetzt. Nebenbei fand Pavanelli auch weiterhin Zeit für die Arbeit an der Bühne. In Berlin feierte er vor allem mit seiner Darstellung des Shylock am Lessing-Theater einen großen Erfolg. Obwohl er der deutschen Sprache durchaus mächtig war, entschloss sich Pavanelli mit Anbruch des Tonfilmzeitalters 1930 zur Rückkehr nach Rom.
Dort begann rasch sein Niedergang. Nach nur wenigen Rollen verlagerte der Schauspieler 1936 seine Tätigkeit in Richtung Filmproduktion. Er stellte nahezu durchgehend Edelschnulzen her, zuletzt auch historische Melodramen und musikalische Stoffe. 1941 inszenierte er seinen einzigen Tonfilm als Regisseur, Solitudine. Nach 1947 zog sich Pavanelli sukzessive vom Film zurück.
Von der Filmwelt weitgehend vergessen, starb der Kinoveteran 76-jährig im Krankenhaus San Giovanni in Rom.

## Filmografie

### Schauspieler
- 1913: Il delitto della via di Nizza
- 1913: Il romanzo di due vite
- 1914: Amore veglia
- 1914: La maschera dell’onestà
- 1914: Nel nido straniero
- 1915: La bevitrice d’etere
- 1915: Conchita
- 1915: Silvio Pellico, il martire dello Spielberg (nur Regie)
- 1916: Carnevalesca
- 1916: Cavalleria rusticana
- 1917: Fabiola
- 1918: Sullivan
- 1918: La piovra
- 1918: Anima allegra
- 1919: La gola
- 1919: L’invidia
- 1919: Beatrice
- 1919: Sei mia!
- 1919: Chimere
- 1920: La complice muta (nur Regie)
- 1920: Una pagina d’amore (auch Regie)
- 1921: La verità nuda
- 1922: Glauco
- 1922: La seconda moglie
- 1923: La biondina
- 1923: La muta di Portici
- 1924: Der Roman der Lilian Hawley
- 1924: Die Liebe ist der Frauen Macht
- 1924: Die schönste Frau der Welt
- 1924: Niniche
- 1924: Ich liebe Dich
- 1925: Kammermusik
- 1925: Der Tänzer meiner Frau
- 1925: Mein Freund, der Chauffeur
- 1925: Der Ritt in die Sonne
- 1926: Familie Schimek
- 1926: Im weißen Rößl
- 1926: Als ich wiederkam
- 1926: Das Gasthaus zur Ehe
- 1926: Ledige Töchter
- 1926: Fräulein Josette – meine Frau
- 1926: Die Königin des Weltbades
- 1926: Schützenliesel
- 1926: Die Königin vom Moulin Rouge
- 1927: Madame wagt einen Seitensprung
- 1927: Die große Pause
- 1927: Das Heiratsnest
- 1927: Ein Mädel aus dem Volke
- 1927: Heimweh
- 1927: Luther – Ein Film der deutschen Reformation
- 1927: Man steigt nach
- 1928: Liebe im Schnee
- 1928: Charlott etwas verrückt
- 1928: Er geht rechts – sie geht links
- 1928: Das Haus ohne Männer
- 1928: Hotelgeheimnisse
- 1928: Der Scheidungsanwalt (Die Frau von gestern und morgen)
- 1928: Herzen ohne Ziel
- 1929: Die Ehe
- 1929: Bobby, der Benzinjunge
- 1929: Das grüne Monokel
- 1929: Das närrische Glück
- 1929: Der Hund von Baskerville
- 1929: Mädchen am Kreuz
- 1929: Frauen am Abgrund
- 1929: Freiheit in Fesseln
- 1930: Ehestreik
- 1930: Perchè no?
- 1931: Liebeskommando
- 1932: Pergolesi
- 1933: Non c’è bisogno di denaro
- 1933: La canzone del sole
- 1934: Frühlingsmärchen
- 1934: La provincialina
- 1934: L’ultimo dei Bergerac
- 1936: Ballerina
- 1947: L’altra

### Produktion
- 1936: Kehre zurück, mein Mädel (Vivere)
- 1937: Marcella
- 1938: Wer ist so glücklich wie ich? (Chi è più felice di me?)
- 1939: Lotterie der Liebe (La mia canzone al vento)
- 1939: Torna, caro ideal
- 1940: Cantate con me!
- 1941: Solitudine (auch Regie)
- 1942: Miliardi, che follia!
- 1943: Achtung, Aufnahme! (Silenzio, si gira!)
- 1946: Eugenie Grandet (Eugenia Grandet)
- 1946: Rigoletto
- 1946: I due orfanelli
- 1947: Kutsche Nr. 13 (Il fiacre N. 13)
- 1951: Messalina
- 1953: Das Fleisch ist schwach (Bufere)
- 1954: Semiramis, die Kurtisane von Babylon (La cortigiana di Babilonia)